# Parafia Zwiastowania Najświętszej Maryi Panny w Strzyżewie Kościelnym
Parafia Zwiastowania Najświętszej Maryi Panny w Strzyżewie Kościelnym jest jedną z 8 parafii leżącą w granicach dekanatu gnieźnieńskiego II. Erygowana w XV wieku. Kościół parafialny został wybudowany w 1848 roku.

## Dokumenty
Księgi metrykalne: 
- ochrzczonych od 1945 roku
- małżeństw od 1945 roku
- zmarłych od 1945 roku